# Joel Benavides
Joel Benavides Lepe (10 marzo 1988) è un nuotatore artistico messicano.

## Biografia
All'età di ventiquattro anni ha partecipato ai mondiali di Budapest 2022, dove si è classificato 8º nel duo misto programma tecnico, con la connazionale Trinidad Meza.